# NMDA receptor
NMDA receptor (NMDAR) je glutamatni receptor koji omogućava predominantni molekulski mehanizam kontrole sinaptičke plastičnosti i memorijskih funkcija.
NMDAR je specifičan tip jonotropnog glutamatnog receptora. NMDA (N-metil-D-aspartat) je selektivni agonist koji se vezuje za NMDA receptore, a ne za druge glutamatne receptore. Aktivacija NMDA receptora rezultuje u otvaranju jonskog kanala koji je neselektivan za katjonne sa ravnotežnim potencijalom blizo 0 mV. Jedinstvena osobina NMDA receptora je njegova od napona zavisna aktivacija koja je rezultat blokiranja jonskog kanala ekstracelularnim Mg2+ jonima. Ovo omogućava protok Na+ i malih količina Ca2+ jona u ćeliju, i K+ iz ćelije, na od napona zavistan način.
Smatra se da je kalcijumski fluks kroz NMDAR kritičan u regulisanu sinaptičke plastičnosti, ćelijskog mehanizma za učenje i memoriju. NMDA receptor je osoben na dva načina: prvo on je ligandom i naponski kontrolisan; drugo, neophodna je koaktivacija sa sa dva liganda: glutamatom i glicinom.

## Struktura
receptor formira heterotetramer sa dve NR1 i dve NR2 podjedinice. One se takođe nazivaju glutamat vezujućim podjedinicama NMDA receptora, ili GluN. Postoje dve obavezne NR1 podjedinice i dve regionalno lokalizovane NR2 podjedinice. Srodna genska familija NR3 A i B podjedinica ima inhibitorno dejstvo na receptorsku aktivnost. Višestruke receptorske izoforme sa distinktnim moždanim distribucijama i funkcionalnim osobinama se javljaju putem selektivnog splajsovanja NR1 transkripata i diferencijalnog izražavanja NR2 podjedinica.

## Spoljašnje veze
- Mediji vezani za članak NMDA receptor na Vikimedijinoj ostavi
- Farmakologija NMDA receptora
- Motorna diskoordinacija usled genetskog poremećaja NMDA receptora